# Жовчні протоки
Жовчні протоки (лат. ducti biliares, одн. ductus biliaris) — система каналів, призначених для відведення жовчі у дванадцятипалу кишку з жовчного міхура та печінки.
Іннервація жовчних шляхів здійснюється за допомогою гілок нервового сплетіння, розміщеного в ділянці печінки. Кров надходить з печінкової артерії, відтік крові здійснюється у ворітну вену. Лімфа відтікає до лімфатичних вузлів, що розміщені в ділянці ворітної вени.